# Glyphea
La glifea (gen. Glyphea) è un crostaceo estinto, appartenente ai decapodi. Visse tra il Triassico superiore e l'Eocene (circa 215 - 40 milioni di anni fa) e i suoi resti fossili sono stati ritrovati in ogni continente, compreso l'Antartide. Il genere include una quarantina di specie.

## Descrizione
Questo animale aveva un aspetto vagamente simile a quello di un'odierna aragosta, anche se di dimensioni nettamente inferiori (la lunghezza si aggirava mediamente intorno ai 5 centimetri, anche se vi erano esemplari più grandi). Il corpo era piuttosto allungato, e ricoperto da un carapace ornato da solchi lungo i fianchi; in alcune specie (come in Glyphea pseudoscyllarus) il carapace era fittamente ricoperto da corte spine dirette in avanti. Glyphea, come altri animali simili (ad esempio Mecochirus) non possedeva vere e proprie chele: il primo paio di appendici toraciche era molto allungato e robusto, ma era presente un solo "dito" mobile e appuntito. Numerose specie di Glyphea mostrano un notevole dimorfismo sessuale, principalmente riguardo alla forma del carapace e alla lunghezza e le dimensioni del primo paio di appendici toraciche. 

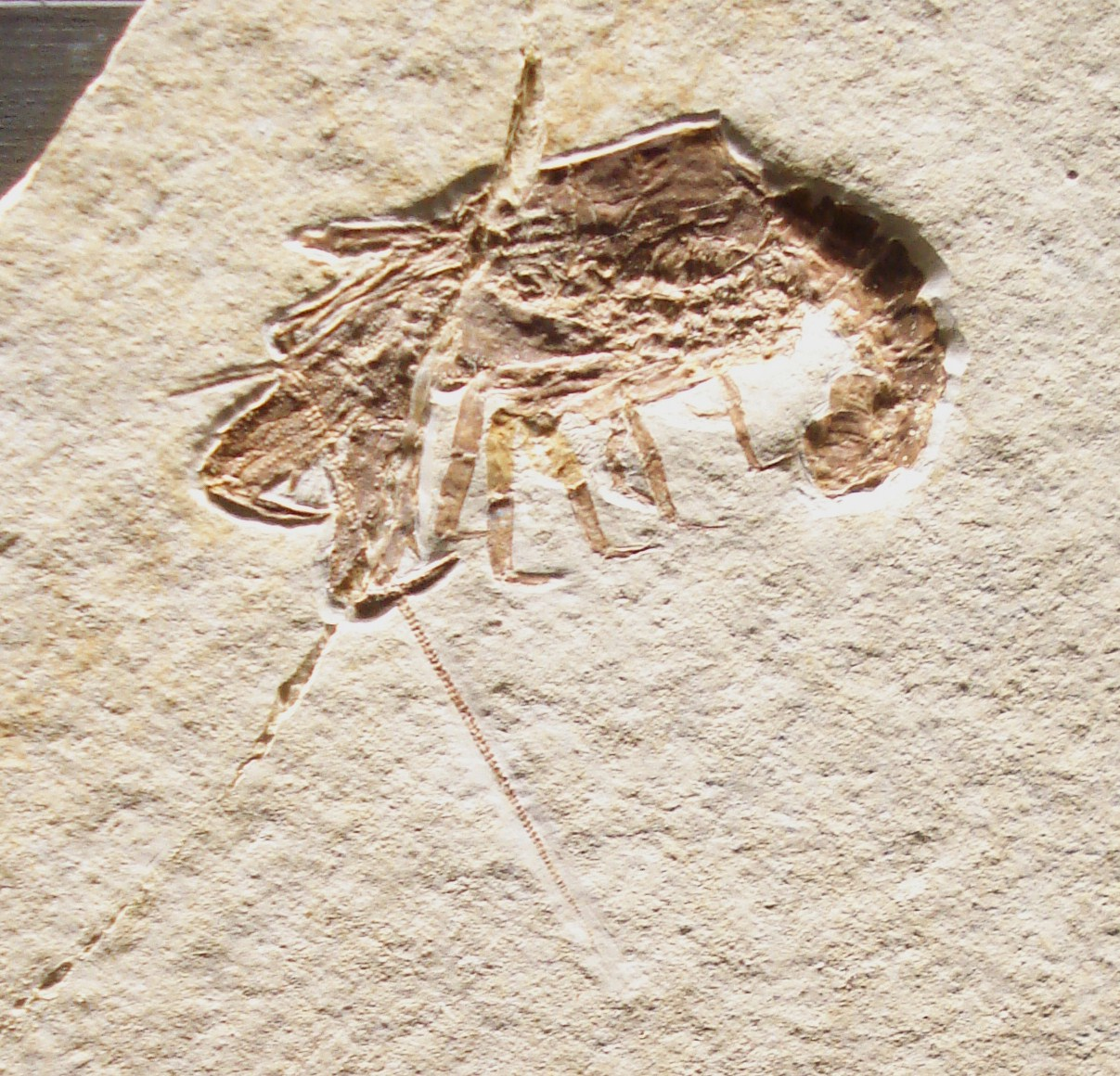
Fossile di Glyphea pseudoscyllarus

## Classificazione
Glyphea fa parte dei glifeoidi (Glypheoidea), un gruppo di crostacei dall'aspetto simile a quello delle aragoste ma in realtà imparentati vagamente con i gamberi, dalle caratteristiche morfologiche ben distinte dai due precedenti gruppi. Attualmente i glifeoidi sono rappresentati da due sole specie, mentre nel Mesozoico erano molto comuni nelle faune marine.
Il genere Glyphea era molto diffuso nei mari del Triassico e del Giurassico, ed era una componente fondamentale di numerose faune marine mesozoiche. Descritto per la prima volta nel 1835 per accogliere la specie Palinurus regleyanus, il genere è stato in seguito riconosciuto in numerosi giacimenti fossili europei (Germania, Francia, Inghilterra, Polonia, Italia e Spagna), ma la presenza di Glyphea è stata accertata anche in siti asiatici (Libano), africani, nord e sudamericani, neozelandesi, australiani e nella Penisola Antartica. 

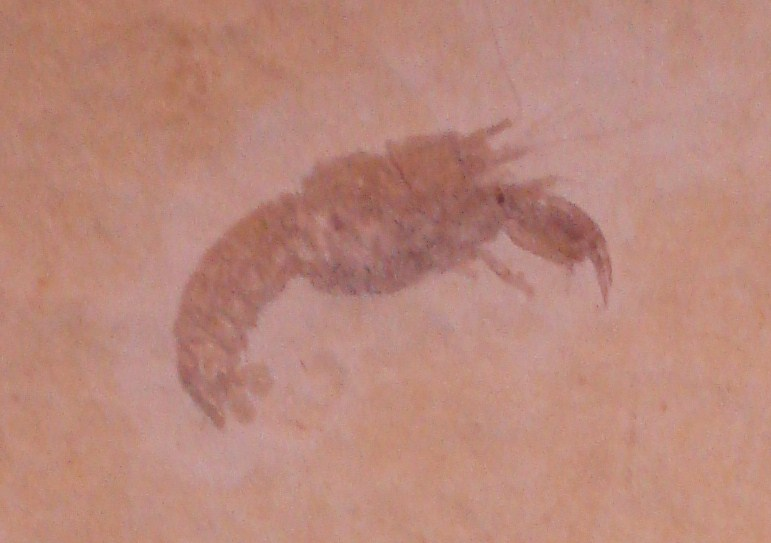
Fossile di Glyphea viohli

A questo genere sono attribuite una quarantina di specie, tra cui quelle rinvenute nel famoso giacimento di Solnhofen, in Baviera: Glyphea pseudoscyllarus, G. viohli e G. tenuis. Anche in Italia sono state ritrovate varie specie: G. rigoi dal Triassico superiore della Dolomia di Forni (Udine), G. tricarinata a Osteno (Giurassico inferiore), G. tonelloi in Friuli (Cretaceo inferiore). La specie Glyphea squamosa è stata attribuita a un genere a sé stante, Squamosoglyphea.